# Губерт Дістлер
Губерт Дістлер (нім. Hubert Distler; 13 липня 1919, Ліндау, Німецька імперія — 1 червня 2004, Графрат, Німеччина) — німецький живописець і графік. У 1998 році був нагороджений орденом «За заслуги перед Федеративною Республікою Німеччина».

## Життєпис
Народився 13 липня 1919 року у місті Ліндау в Німеччині в родині машиніста Георга Дістлера та Маргарити Мюнх. Під час навчання в початковій школі у 1926 році разом з сім'єю переїхав до Шонгау у Верхній Баварії. Вже зі школи заробляв продажем власних картин. Протягом 1931—1937 років навчався у реальній школі в Вайльгаймі, де був визнаний найкращим малювальником школи.
Служив радистом в німецькій армії під час Другої світової війни. Брав участь у військових кампаніях у Чехословаччині та Польщі (1939), Франції (1941) та Радянському союзі (1941). У 1942 році за наказом керівництва йому було надано відпустку для навчання. Він склав іспити і вступив до Мюнхенської академії образотворчих мистецтв, де розпочав навчання у Франца Клеммера, що викладав церковний живопис. Восени 1942 року Дістлер мусив повернутися на фронт, де брав участь в бойових діях як радист розвідного танкового підрозділу. 23 жовтня 1943 року був важко поранений під Миколаєвом. Внаслідок вибуху фугасного снаряду Дістлер втратив ліву ногу, багато крові, отримав параліч кінцівок протягом трьох тижнів та катар шлунка і кишечника.
Під час лікування у шпиталі у Гістлера склалися близькі стосунки з медсестрою. Від короткого шлюбу з нею він мав двох доньок.
Після війни продовжив навчання. З 1947 року вивчав монументальний живопис і оформлення фресок спочатку у Клеммера, а з переходом на ступінь магістра у професора Франца Нагеля. Як допоміжні предмети вивчав також офорт, ксилографію, текстильне мистецтво і столярство.
У середині 1950-х роках почав співпрацювати з відомими архітекторами, переважно проєктуючи для них церковне оздоблення, а також створюючи графічні зображення та ксилографії. Проєкт оформлення інтер'єру парафіяльної церкви Святого Максиміліана в Аугсбурзі 1950 року, виконаний ним разом з професором Нагелем та іншими однокурсниками, став одним з перших сучасних повоєнних творів християнського мистецтва. Особливо плідно працював з архітекторами Францом Ліхтблау, Олафом Андреасом Гульбранссоном і Тео Штайнгаузером, які цінували його своєрідний стиль, що часто сильно абстрагувався від християнської символіки.
Губерт розпочав самостійну діяльність у 1952 році. Тоді ж вдруге одружився зі своєю однокурсницею Єві Бір. Від цього шлюбу у нього народилися син Дедо та донька Марина. Подружжя разом працювало над настінними розписами.
У 1970-х роках стиль Дістлера змінився від чутливих, містичних фресок у церквах Гулбранссона до більш яскравих розписів. В образотворчому мистецтві він звернувся до нової техніки у створенні естампів. Він використовував смоляну фарбу, доповнював її кольоровими пігментами і наносив на папір. Просочуючи надлишки фарби газетою, він досягав особливо тонкого нанесення кольору. Контури зображуваних об'єктів Дістлер зазвичай позначав чорною фарбою. Ця техніка дозволила йому створити велику кількість вільних робіт, попри постійний брак часу.
У 1980 році Дістлеру було присуджено його першу мистецьку премію протестантської церкви, у 1998 році був нагороджений орденом «За заслуги перед Федеративною Республікою Німеччина» зі стрічкою.
Через поранення, отримане на війні, яке дедалі більше обмежувало його можливості, Дістлер дедалі більше відходив від справ. Кількість прийнятих замовлень зменшилася з середини дев'яностих років. Останньою великою роботою став розпис протестантської церкви у Вассербурзі у 2002 році. Дістлер помер 1 червня 2004 року у Графраті.

## Творчий доробок

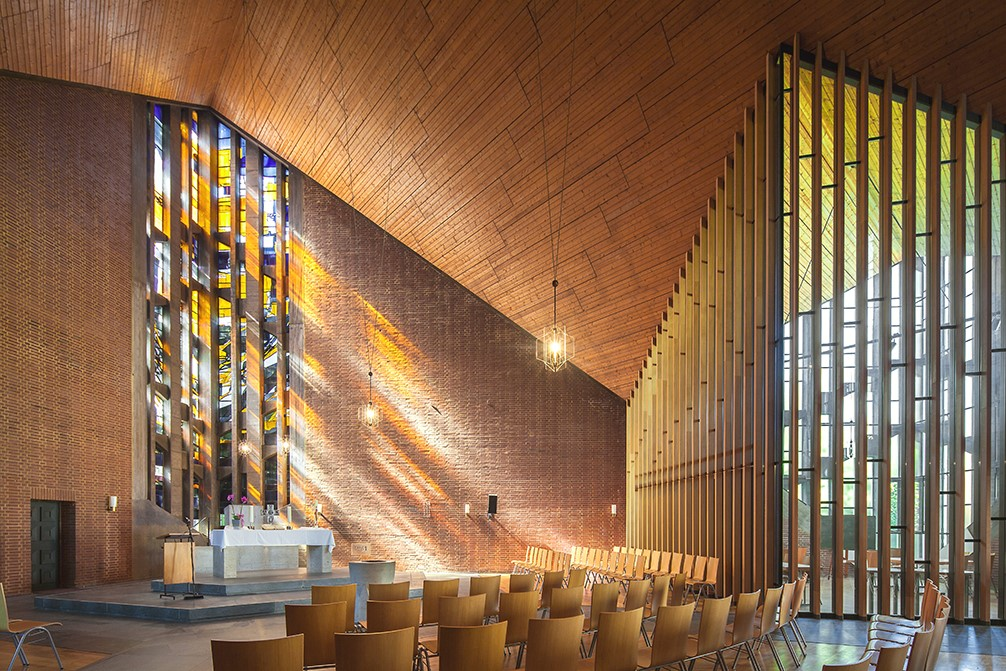
Євангельська церква Іммануїла в Касселі. Вітраж виконано Губертом Дістлером у 1963 році

Після Другої світової війни Дістлер зміг зарекомендувати себе як художник в церковній сфері і створив численні вітражі, живописні роботи та картини, насамперед для нових і реконструйованих протестантських будівель, а також для численних католицьких храмів. Дістлер створив стельові розписи, вікна та інші роботи для багатьох церков на півдні та півночі Німеччини. Він також тісно співпрацював з такими архітекторами як Франц Ліхтблау та Райнхард Рімершмід, а також з численними протестантськими будівельними організаціями, наприклад, у Ганновері, Касселі, Аугсбурзі та особливо в Мюнхені.
Дістлер розумів символіку своїх картин як «медитативні межі», тому для нього художнє втілення теми завжди було важливішим за репрезентативність змісту. Через це він не брався безпосередньо за релігійні чи біблійні теми, а надихався власними основними темами природи, людини, землі, сонця, світла, темряви і неба.
Він залишив по собі великий творчий доробок у галузі розпису на склі, а також церковного живопису та декору. Серед його робіт — вітражі, стельові фрески, розп'яття, а також проєкти футляри для органів. Іноді він також розробляв невеликі предмети, такі як вівтарні люстри до органних проспектів.

### Вибрані роботи

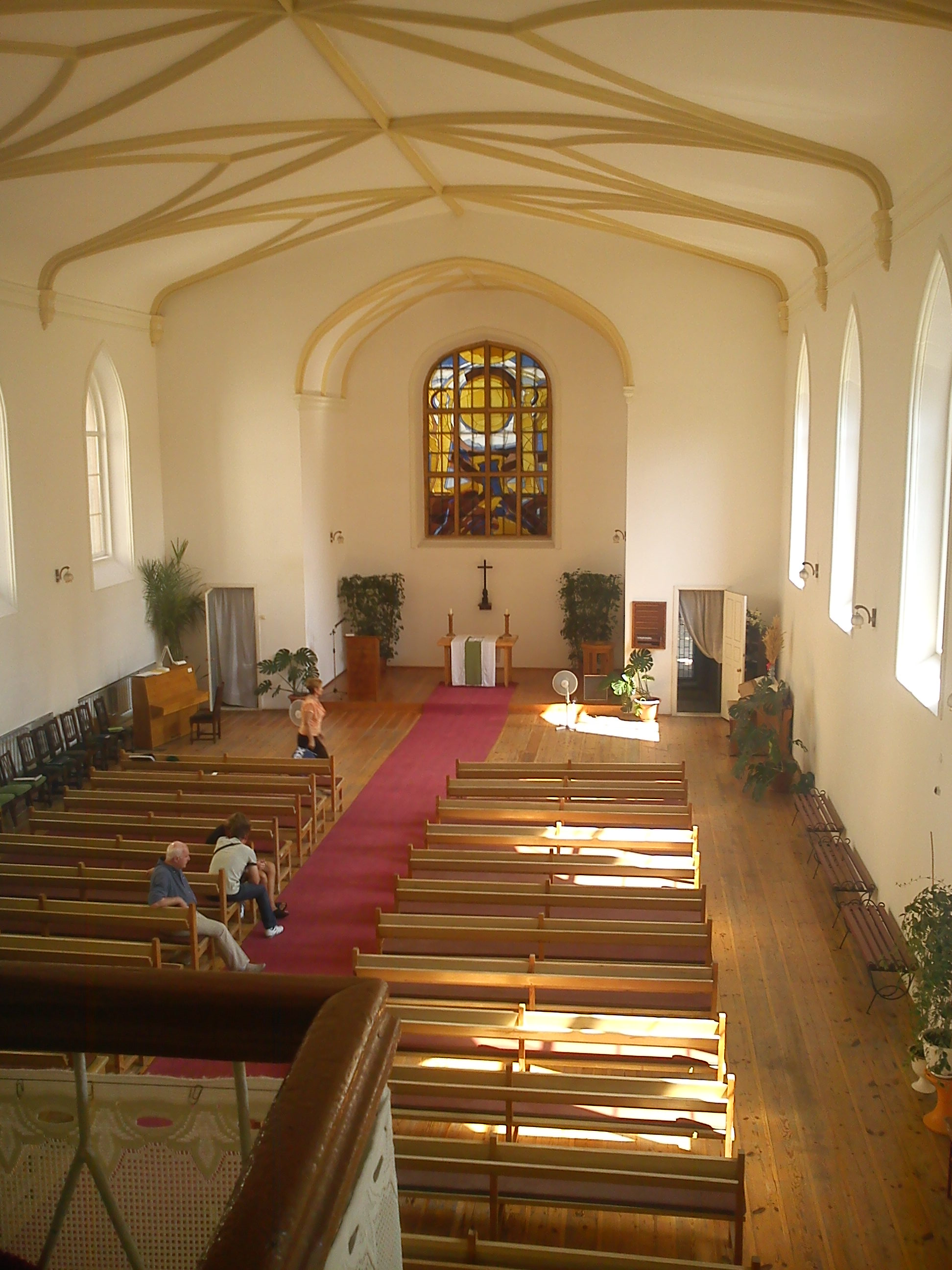
Вітраж у лютеранській церкві Христа Спасителя в Миколаєві, ескіз якого був подарований Дістлером у 1998 році

- Євангельська лікарняна каплиця в Інгольштадті: вітраж, 1955;
- Євангелічна церква Святого Іоанна в Тауфкірхені: фрески, 1956;
- Протестантська церква Воскресіння, Обераудорф: 1957—1958;
- Євангелічно-лютеранська Міхаельська капела, Дітрамсцель: вівтарна розетка та дерев'яний рельєф, 1961;
- Церква Святого Христа, Кульмбах: вітраж, 1962;
- Євангелічно-лютеранська церква Христа, Штайнен: вівтарна фреска, вівтарний хрест, вітраж, 1962;
- Євангелічна церква Іммануїла, Касселі: вітраж, 1963;
- Церква Святого Луки, Кельгайм: вівтарне вікно, 1962;
- Євангелічна міська церква, Вітценгаузені: 7 хорових вікон, 1962;
- Євангелічно-лютеранська церква Святого Христофора, Геттінген: рельєф вівтаря та галереї, вівтарне вікно, 1964;
- Євангелічно-лютеранська церква примирення, Геретсрід: дерев'яний фриз, 1970;
- Церква Святого Іоанна, Бад-Тельц: розпис стелі, 1970;
- Євангельська церква Святого Томаса, Ашаффенбург: вівтар, кафедра, хрест, свічник, вівтарна частина, 1971;
- Євангелічна церква Мартіна Лютера, Пензберг: проєкт оформлення інтер'єру, 1977;
- Церква Святого Христа, Швабінг: оздоблення парафіяльної зали, 1980;
- Євангелічно-лютеранська церква Христа, Бад-Айблінг: розпис апсиди, 1982;
- Церква Святих Петра і Павла, Аугсбург: вітраж, 1985;
- Євангелічна церква Святого Михаїла, Графрат: фриз, 1987;
- Євангельська церква Святого Лаврентія, Фрьоштокгайм: розпис дерев'яної кесонної стелі;
- Євангелічна лютеранська церква Христа Спасителя, Миколаїв: вітраж «Воскресіння Христа з мертвих», 1998.